# Акопян, Валерий Григорьевич (хирург)
Валерий Григорьевич Акопян (10 мая 1939, Москва — 26 января 1983, там же) — советский детский хирург, доктор медицинских наук (1970), профессор (1979), создатель и руководитель единственного в СССР детского Центра хирургии печени.

## Биография
Окончил педиатрический факультет второго Московского медицинского института. В 1963—1965 гг. прошёл клиническую ординатуру при кафедре детской хирургии Института усовершенствования врачей (заведующий кафедрой — профессор С. Я. Долецкий). Ученик члена-корреспондента АМН СССР Г. Е. Островерхова, в 27 лет защитил кандидатскую, в 30 лет — докторскую диссертацию, старший научный сотрудник, затем профессор кафедры детской хирургии ИУВ, заведовал отделением детской хирургии ЦНИЛ института (с 1972). Подготовил 6 кандидатов наук.
Центр хирургии печени создан Акопяном в московской детской городской клинической больнице № 2 имени И. В. Русакова (ныне больнице святого Владимира) в 1973 году. На счету группы Акопяна тринадцать авторских свидетельств на новые методы в хирургии. В центр Акопяна привозили тяжело больных детей с врождёнными патологиями печени со всей страны.
Акопян провёл более 700 операций и 3000 исследований по детской хирургии печени. Автор 78 научных работ, в том числе 5 монографий, был иллюстратором коллективной монографии «Хирургия новорождённых».
По оценке заместителя министра здравоохранения СССР, детского хирурга, впоследствии академика РАМН Ю. Ф. Исакова, «Валерий Григорьевич был подлинным энтузиастом своего дела. И этим тоже обусловлен тот большой научный и практический вклад, который внесен им и его помощниками в советскую медицину. Они внедрили предложенную методику и практику, и сегодня многие хирурги применяют её. Самой высокой оценки заслуживает и книга профессора Акопяна, которая обобщила многолетний опыт детской печеночной хирургии».
Акопян перенёс два тяжёлых инфаркта, скоропостижно скончался в возрасте 43 лет. Похоронен на Армянском кладбище.

## Работы
- Контрастные исследования сосудов воротной вены и аорты через пупочные сосуды у детей. М.: Медицина, 1967
- Синдром портальной гипертензии у детей. Дисс. докт. М., 1970
- С. Я. Долецкий, В. В. Гаврюшов, В. Г. Акопян. Хирургия новорожденных. Руководство для врачей. Иллюстрации вып. детск. хирургом доктором мед. наук В. Г. Акопяном. М. Медицина, 1976. 320 с.
- В. Г. Акопян. Хирургическая гепатология детского возраста : Руководство для врачей. М. : Медицина, 1982. 384 с.
- В. Г. Акопян, З. Д. Муриева, Г. Т. Туманян. Ошибки и опасности в хирургии холедоха у детей // В кн. «Проблемы хирургии желчных путей». — М., 1982. — С. 98-101.